# Raoul Tourte
Raoul Tourte war ein Seneschall des Herzogtums Normandie während der Minderjährigkeit von Herzog Richard I. in den Jahren 942 bis 946. Er ist zu unterscheiden vom Mönch Rodulfus Tortarius, der um 1100 in der Abtei Fleury lebte.
Raoul Tourte ist von unbekannter Herkunft, bekannt ist er auch als Vater von Gauthier/Walter, Bischof von Paris (Amtszeit 937–941). Er wurde vom karolingischen König Ludwig IV. nach der Ermordung des Herzogs Wilhelm I. im Jahr 942 als Gouverneur oder Baillistre der Normandie eingesetzt.
Seine Tyrannei, Grausamkeit und Gier provozierten die Unzufriedenheit der Normannen. Raoul Tourte, der sich laut Wilhelm von Jumièges „schlechter als die Heiden“ zeigte, habe mehrere religiöse Gebäude zerstört, darunter die Abtei Jumièges (945), um Festungen aus ihren Überresten zu bauen und die Mauern der Hauptstadt Rouen zu verstärken. Er erhob hohe Steuern, zeigte sich besonders habgierig, und ließ die Gaukler vom Hof entfernen, um Ordnung im herzoglichen Haushalt herzustellen, was zu einer allgemeinen Unzufriedenheit führte.
Raoul Tourte wiederum wurde im Jahr 946 von Herzog Richard verjagt, als dieser sich nach dem Scheitern der Koalition, die Ludwig IV. gebildet hatte, um Rouen anzugreifen, der karolingischen Vormundschaft entledigt hatte.